# Gabrielle Dennis
Gabrielle Dennis (Cincinnati, 19 de outubro de 1978) é uma atriz e comediante americana, conhecida por atuar em series de TV como The Game, Blue Mountain State e The Underground. Dennis estrelou ao lado do também ator Morris Chestnut no drama médico da Fox, "Rosewood" . Em 2018 interpretou a personagem Nightshade na série Luke Cage, do Universo Cinematográfico da Marvel.

## Carreira
Dennis estudou dança e teatro na School for Creative and Performing Arts, em  Cincinnati, Ohio e posteriormente graduou-se Universidade de Howard. A primeira atuação de Dennis para a televisão, ocorreu de forma tímida no filme Uma Mãe para o Natal, protagonizado por Olivia Newton-John, seguido por Um acesso de Raiva no Harlem, estrelado por Gregory Hines, Robin Dado e Forest Whitake. De 1998 a 2000, foi co-apresentadora no talk show adolescente Teen Summit. No ano de 2006, ela fez uma aparição no programa de comédia The Underground, apresentado por Damon Wayans.
Em 2008 Dennis atuou no papel de Janay na série The Game, e mesmo após o programa ter sio cancelado, seus fãs fizeram uma campanha para que ela pudesse reprisar seu papel por mais duas temporadas no BET. Ela também interpretou Denise Roy na série de televisão americana Blue Mountain State, pelo canal de TV Spike.
Desde então, Dennis co-estrelou em várias séries, incluindo Franklin & Bash, Ossos, Justificado e Baby Daddy. Em 2015, ela conseguiu o papel de na série Rosewood como Pippy Rosewood, uma toxicologista e irmã lésbica de Beaumont Rosewood.
Recentemente escalada para interpretar Whitney Houston na série The Bobby Brown Story, do canal BET, ao lado de Woody McClain.
Seus hobbies incluem cantar, compôr e dança. Atualmente mora em Los Angeles, onde também apresenta shows de stand-up.

## Filmografia

### Filme
| Ano  | Título                                              | Função         | Notas                  |
| ---- | --------------------------------------------------- | -------------- | ---------------------- |
| 2009 | Bring It On: Fight to the Finish                    | Treyvonetta    | Vídeo                  |
| 2009 | Marc Pease Experience, TheThe Marc Pease Experience | Tracey         |                        |
| 2009 | The Janky Promoters                                 | Fã             |                        |
| 2011 | Política de Amor                                    | Chelsea        |                        |
| 2011 | He's Mine Not Yours                                 | Brooke         |                        |
| 2012 | Back Then                                           | Bobby Jo       |                        |
| 2012 | Holly's Holiday                                     | Deena          | Filme para a televisão |
| 2014 | Black Coffee                                        | Morgan         |                        |
| 2014 | Super Secret, AA Super Secret                       | Curta-metragem |                        |
| 2014 | Call Me King                                        | Leena          |                        |
| 2015 | My First Love                                       | Carmen         |                        |

### Televisão
| Year      | Title                           | Papel            | Observações                                              |
| --------- | ------------------------------- | ---------------- | -------------------------------------------------------- |
| 2000      | Teen Summit                     | Co-apresentadora | Multiple episodes/seasons                                |
| 2006      | Underground, TheThe Underground | Varios           | Papel recorrente (11 episodios)                          |
| 2007      | Campus Ladies                   | Lena             | Episodio: "Barri & Joan Rush a Black Sorority"           |
| 2008      | Kanye West and HBO Project      | Girl             | Episódio inicial                                         |
| 2008      | Wizards of Waverly Place        | Candace          | Episode: "Quinceanera"                                   |
| 2008      | My Name Is Earl                 | Sassy Black      | Episodes: "The Magic Hour", "We've Got Spirit"           |
| 2008–2012 | Game, TheThe Game               | Janay            | Recurring role (20 episodes)                             |
| 2010      | Untitled Burr and Hart Project  | Tina             | Episódio inicial                                         |
| 2010      | Southland                       | Michelle Hill    | Episode: "The Runner"                                    |
| 2010      | Blue Mountain State             | Denise Roy       | Main role (13 episodes)                                  |
| 2012      | Franklin & Bash                 | Nicole Toomin    | Episode: "Summer Girls"                                  |
| 2013      | What Would Dylan Do?            | Cherise          | Television pilot                                         |
| 2014      | Justified                       | Gloria           | Episodes: "The Kids Aren't All Right", "Good Intentions" |
| 2014      | Baby Daddy                      | Valerie Banks    | Episode: "Curious Georgie"                               |
| 2015      | Bones                           | Alana Jackson    | Episode: "The Psychic in the Soup"                       |
| 2015      | Born Again Virgin               | Kelly            | Television pilot                                         |
| 2015–2017 | Rosewood                        | Pippy            | 44 episodes                                              |
| 2018      | S.W.A.T.                        | Briana Harrelson | Episode(s): Hoax, Patrol                                 |
| 2018      | Luke Cage                       | Tilda Johnson    | Main cast                                                |
| 2018      | Hell's Kitchen                  | Herself          | Guest diner; Episode: "Families Come to Hell"            |
| 2018      | The Bobby Brown Story           | Whitney Houston  | Main Cast                                                |